# Greatest Showman
Greatest Showman von Michael Gracey ist eine US-amerikanische Filmbiografie über den Zirkuspionier P. T. Barnum. Der Musicalfilm kam am 20. Dezember 2017 in die US-amerikanischen und am 4. Januar 2018 in die deutschen Kinos.
Im Rahmen der Golden Globe Awards 2018 war der Film in drei Kategorien nominiert und This Is Me als bester Filmsong ausgezeichnet. Ebenso erfolgte eine Nominierung des Songs im Rahmen der Oscarverleihung 2018.

## Handlung

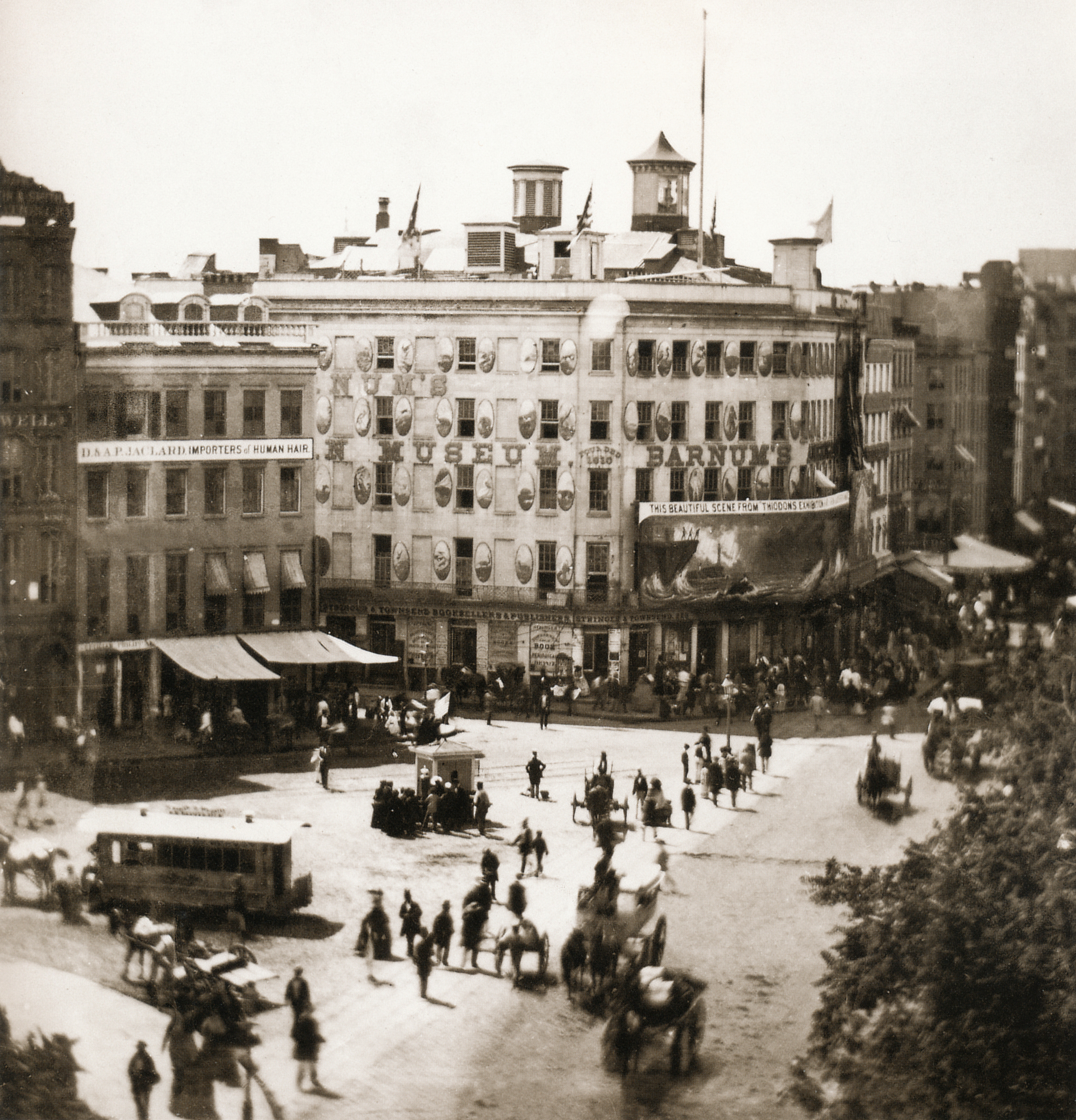
Barnum’s American Museum im Jahr 1858

P. T. Barnum, Sohn armer Leute, verliert seine Arbeit, hat aber eine Idee. Er gründet Barnum’s American Museum of Curiosity, ein Kuriositätenkabinett mit Wachsfiguren und ausgestopften Tieren. Als seine Töchter ihn darauf aufmerksam machen, dass er nur tote Objekte ausstellt, heuert er unter anderem einen sehr kleinen Menschen und eine bärtige Frau an. Zudem versucht Barnum eine große und völlig neuartige Show auf die Beine zu stellen, in der neben seinen menschlichen Kuriositäten auch Akrobaten, Artisten und Tänzer auftreten sollen. Mit dem Ringling Bros. and Barnum & Bailey Circus legt er den Grundstein für das moderne Showbusiness. Phillip Carlyle, sein Assistent, verliebt sich in die Trapezkünstlerin Anne. Ihm gelingt es, die Truppe an den Hof der englischen Königin Victoria zu bringen, wo Barnum die schwedische Opernsängerin Jenny Lind kennenlernt und nach Amerika engagiert. Als er sie auf ihrer US-Tournee begleitet, beginnt Lind Annäherungen zu machen, die Barnum ablehnt, und kehrt nach Hause zurück. Nachdem Lind die Tournee vertragswidrig abgebrochen hat, gerät Barnum in substantielle finanzielle Schwierigkeiten.
Im Rahmen von Aufruhren gegen Barnums von Teilen der Gesellschaft unerwünschte Show brennt das Gebäude, in dem sie stattfindet, nieder. Dabei wird Carlyle schwer verletzt und von Barnum gerettet. Nachdem die Nachrichten von Linds Annäherungen und die schwerwiegende finanzielle Situation Barnums New York erreicht haben, verlässt ihn seine Frau und Barnum beginnt zu trinken.
Die Gruppe an Darstellern, die Barnum angeheuert hat, überzeugt ihn davon, nicht die Hoffnung zu verlieren. Allerdings vereinfachen Barnums mangelnde Kreditwürdigkeit und das Fehlen geeigneter Örtlichkeiten die Situation nicht. Der sich erholende Carlyle bietet an, seine Gewinne an der Show zur Verfügung zu stellen, im Austausch dafür, dass sie von nun an als gleichberechtigte Partner agieren. Daraufhin wird die Show in einem Zirkuszelt im Umfeld des Hafens wieder auf die Beine gestellt und Barnum gewinnt seine Frau zurück. Der wiedereröffnete Zirkus ist ein voller Erfolg und Barnum übergibt die Leitung der Show Carlyle, um sich auf seine Familie zu konzentrieren.

## Biografischer Hintergrund
P. T. Barnum war ein US-amerikanischer Zirkuspionier und Politiker. Er machte seine Lehre in kleinen Einzelhandelsgeschäften im Bundesstaat Connecticut und führte schon als junger Mann einen kleinen Laden in seiner Heimatstadt. Er verkaufte Lotterielose in mehreren Annahmestellen und gründete eine Zeitung. 1834 zog er mit seiner Frau und seiner kleinen Tochter nach New York, um dort sein Glück zu machen; bald stieg er ins Schaustellergewerbe ein. Später wurde er im Süden der USA bekannt. Besonders für sein Kuriositätenkabinett, das unter anderem Menschen aus anderen ethno-kulturellen Kontexten zeigte, stand er schon zeitgenössisch in der Kritik. Jüngere Forschung legt nahe, dass er für dieses Kabinett beispielsweise eine Gruppe Aborigines – darunter Sussy Dakaro – aus Australien nach Amerika verschleppen ließ. Auch zeigten seine Shows geistig beeinträchtigte Menschen, die ebenfalls gegen ihren Willen ausgestellt wurden und oft unter sklaverei-ähnlichen Bedingungen lebten.

## Produktion

### Stab, Besetzung und Dreharbeiten
Der Film wurde von Barnums Leben inspiriert. Es handelt sich um das Regiedebüt von Michael Gracey, der Greatest Showman als Musicalfilm gestaltete. Am Drehbuch wirkte unter anderem Bill Condon mit.
Hugh Jackman übernahm die Rolle von P. T. Barnum, Michelle Williams spielt seine Frau Charity und Austyn Johnson und Cameron Seely ihre Töchter Caroline und Helen. In Rückblenden wird P. T. Barnum von Ellis Rubin verkörpert.
Die Dreharbeiten fanden in der Upper East Side von New York statt, wo sich in unmittelbarer Umgebung eine Reihe von Museen befinden. Seamus McGarvey, der als Kameramann fungierte, wurde im Rahmen der Irish Film & Television Academy Awards 2018 für die beste Kamera nominiert.

### Filmmusik, Marketing, und Veröffentlichung

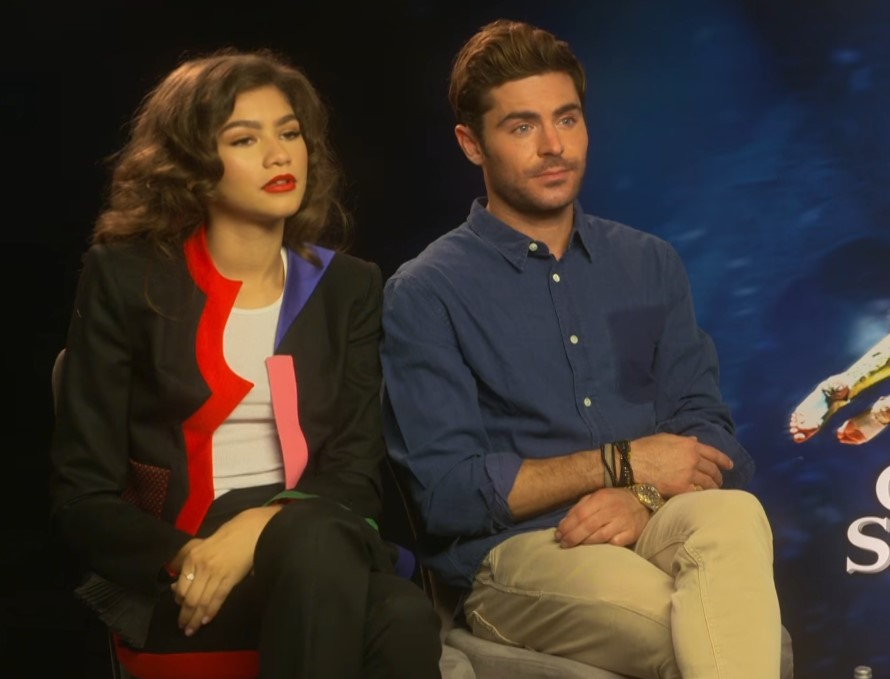
Zendaya und Zac Efron sprechen über Greatest Showman.

Die Filmmusik wurde von John Debney und Joseph Trapanese komponiert. Alle Songs aus dem Film stammen von den Oscar-Gewinnern Benj Pasek und Justin Paul, die bereits Lieder für den Film La La Land komponierten. Darunter sind This Is Me, der von Keala Settle gesungen wird, und The Greatest Show, den diese gemeinsam mit Hugh Jackman, Zac Efron und Zendaya singt. This Is Me diente auch zur Untermalung mehrerer Trailer zum Film und wurde vorab am 26. Oktober 2017 von Atlantic Records veröffentlicht, unter anderem bei Youtube. Ebenfalls vorab veröffentlicht wurde das Lied The Greatest Show. Den auf dem Soundtrack enthaltenen Song Rewrite The Stars singen Efron und Zendaya, und dieser beschreibt, wie schwierig es für beide ist, aufgrund ihrer gegensätzlichen Herkunft zueinander zu finden. Der Soundtrack umfasst elf Musikstücke und wurde am 8. Dezember 2017 von Atlantic Records veröffentlicht. Zudem wurde im gleichen Monat ein Behind-the-Scenes veröffentlicht, in dem Hugh Jackman, Zac Efron, Zendaya und die Komponisten Benj Pasek und Justin Paul über die Arbeit an dem Soundtrack sprechen.
Am 29. Januar 2018 wurde das Album in den USA mit Gold ausgezeichnet. In Großbritannien erfolgte im März 2018 eine Auszeichnung mit einer Platin-Schallplatte. Der Titel This Is Me erreichte Gold, A Million Dreams wurde mit Silber ausgezeichnet.
Ende Juni 2017 wurde ein erster Trailer zum Film veröffentlicht, im November 2017 folgte ein weiterer. Der Film feierte am 8. Dezember 2017 an Bord der Queen Mary 2 in New York seine Premiere, kam am 20. Dezember 2017 in die US-amerikanischen und am 4. Januar 2018 in die deutschen Kinos.

## Rezeption

### Altersfreigabe
In den USA wurde der Film von der MPAA als PG eingestuft. In Deutschland ist der Film FSK 6. In der Freigabebegründung heißt es: „Der Film ist rasant inszeniert, hat eine heitere Grundstimmung und behandelt Themen wie Familie, Freundschaft und das Erfüllen von Lebensträumen. In typischer Musical-Manier gibt es einen steten Wechsel zwischen kurzen Dialogen und Gesangseinlagen. Auch Konflikte werden über die Lieder abgehandelt. Vereinzelt gibt es dramatische Szenen (z. B. den Brand eines Gebäudes oder eine Schlägerei), doch diese sind kurz gehalten und werden schnell aufgelöst.“

### Kritiken

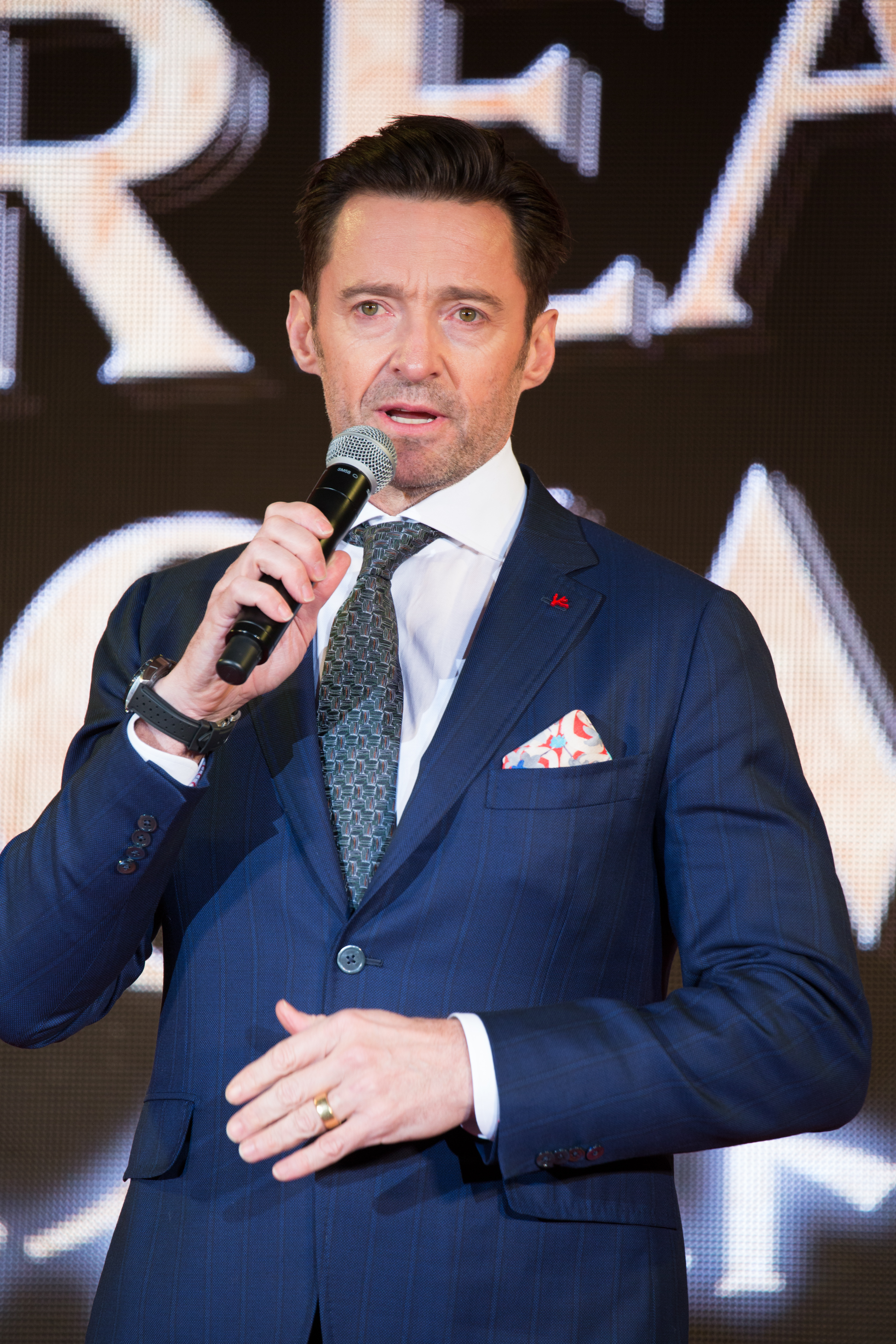
Hugh Jackman, hier bei der Premiere des Films in Japan, verkörpert P. T. Barnum

#### Inszenierung
Positiv bewertet wird von den meisten Kritikern die Qualität der Show. Schauspieler, Sänger und Tänzer, aber auch Filmtechniker arbeiteten handwerklich sauber und lieferten ansprechende Bilder und Musik, die den (auch computergestützten) Standards der 2010er Jahre entsprechen. Darauf komme es vor allem an, denn der Film sei gar „kein klassisches Biopic, in dem es um historische Genauigkeiten geht, sondern ein Feuerwerk für Augen und Ohren, mit brillanter Besetzung und oscarverdächtigen Songs“, mithin ein Produkt, das – wie sein Protagonist – vor allem auf Marktgängigkeit und Erfolg beim zahlenden Publikum Wert lege. Offenbar weiß das Musicals liebende Publikum generell die Umsetzung von „Optimismus und Tatendrang […] in aufwärts eilenden Dur-Kadenzen“ zu schätzen.
Bemängelt werden vor allem Schwächen des dargestellten Stoffs und der Erzähltechnik. Die negativen Seiten Barnums würden nicht gründlich genug behandelt. Vor allem leide der Film unter Anachronismen: Eine Operndiva des 19. Jahrhunderts singe, als hätte es damals schon die Musik von Celine Dion und Whitney Houston sowie Mikrofone gegeben. Auch biete der Film zu viele Handlungsstränge und Themenansätze, mit denen nicht sorgfältig genug umgegangen werde. Die britische BBC spottet über die inhaltlichen Zugeständnisse an die prüde, moralisierende US-amerikanische Gesellschaft: “The Greatest Showman is determinedly chaste, wholesome, family-friendly entertainment with no sex or swearing, and it is careful not to startle its viewers. Its messages are all positive without being controversial: don’t judge people by their backgrounds; follow your dreams; don’t follow your dreams if they take you away from your loyal wife.” („‚The Greatest Showman‘ ist eine definitiv keusche, gesunde, familienfreundliche Unterhaltung ohne Sex oder Flüche, und der Film achtet sorgfältig darauf, dass seine Zuschauer nicht erschreckt werden. Seine Botschaften sind alle positiv, ohne dass es Widerspruch gäbe: Beurteile Menschen nicht nach ihrer sozialen Position; folge deinen Träumen; folge ihnen aber nicht, wenn sie dich von deiner loyalen Ehefrau wegführen.“)
Birgit Roschy von epd Film meint, im Film werde Anrüchiges konsequent überzuckert, und besonders die Familienszenen seien oft arg kitschig. Auch erschließe sich nie, warum Ereignisse aus dem 19. Jahrhundert mittels Popsongs der Gegenwart erzählt werden, so Roschy weiter, und sogar der klassische Gesang der realen Jenny Lind werde im Film zu einer „pathetischen Popmucke“, die mit einer „dicken Soße zugekleistert“ werde. Wer dagegen auf nostalgische Einblicke in P. T. Barnums legendäre Vorstellungen hoffe, werde enttäuscht: „Weder der schillernde Barnum und schon gar nicht seine Künstler, die meist als wilde Tanzgruppe auftreten, gewinnen spannende Konturen. Sie bleiben Staffage in einem bunten, lauten Showbiz-Märchen, das mit Musik und Schauwerten überwältigen will – und dabei gerade die von Barnum marktschreierisch beschworene Fantasie zumeist vermissen lässt.“

#### Missbrauch und Whitewashing
Nur vereinzelt im deutschen, aber vor allem im englischen Sprachraum wird die Diskrepanz der Grundstimmung und der realen Vorlage des Films aufgegriffen: Die Nicht-Erwähnung fragwürdiger Beschäftigungsverhältnisse und Verharmlosung der von Barnum getätigten Lügen machten den Film zu einem einzigen Whitewashing und löschten die Erinnerung an sein missbräuchliches Verhalten aus. Elmar Krekeler weist in der Die Welt darauf hin, dass Barnum seinen Beschäftigten „eben nicht freimütig und zur Feier von Menschlichkeit und Diversität eine Bühne bot, dass er sie kalt kapitalistisch ausbeutete“.

#### Publikum
Die US-amerikanische Website metacritic wertete bis zum 9. Januar 2018 43 englischsprachige Kritiken aus. Davon waren zwölf positiv, 22 gemischt und neun negativ. Durchschnittlich wurde der Film mit 48 von 100 möglichen Punkten bewertet.

### Einspielergebnis
Nachdem der Film in den USA an seinem Startwochenende 8,8 Millionen US-Dollar einspielte, konnte er dort am zweiten Wochenende 15,5 Millionen US-Dollar einspielen, was eine Steigerung der Einnahmen von rund 77 Prozent bedeutete. Dies war seit Beginn der Aufzeichnungen zuvor noch keinem Film gelungen, der in mehr als 3.000 US-Kinos gestartet war. Bei Produktionskosten von 84 Mio. US-Dollar belaufen sich die weltweiten Einnahmen des Films aus Kinovorführungen bislang auf 434,6 Millionen US-Dollar. In Deutschland verzeichnete der Film bis November 2019 ca. 758.000 Kinobesucher.

### Auszeichnungen (Auswahl)
Am 18. Dezember 2017 gab die Academy of Motion Picture Arts and Sciences bekannt, dass sich der im Film verwendete Song This Is Me in einer Vorauswahl von 70 Liedern befindet, aus der die Nominierungen in der Kategorie Bester Filmsong im Rahmen der Oscarverleihung 2018 bestimmt werden. Im Folgenden eine Auswahl von weiteren Nominierungen im Rahmen bekannter Filmpreise.
Artios Awards 2018

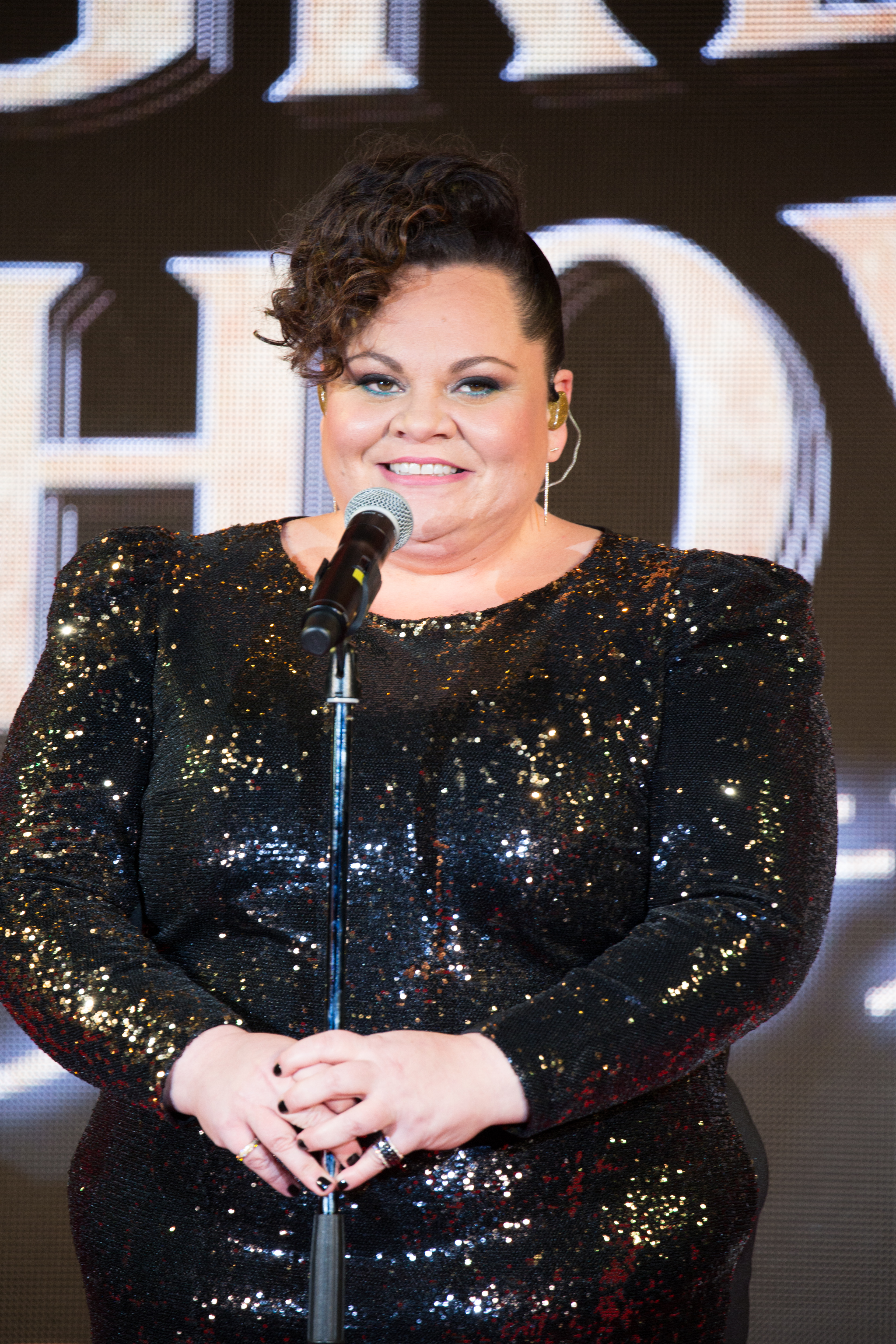
This Is Me wurde von Keala Settle gesungen

- Auszeichnung in der Kategorie Big Budget – Comedy[31]

Critics’ Choice Movie Awards 2018
- Nominierung als Bestes Lied (This Is Me)[32]

Golden Globe Awards 2018
- Nominierung als Bester Film
- Nominierung als Bester Hauptdarsteller (Hugh Jackman)
- Auszeichnung als Bester Filmsong (This Is Me)

Grammy Awards 2019
- Auszeichnung als Best Compilation Soundtrack For Visual Media
- Nominierung als Best Song Written For Visual Media (This Is Me, Keala Settle und das Greatest Showman Ensemble)

Hollywood Music in Media Awards 2017
- Nominierung in der Kategorie Original Song – Feature Film (This Is Me von Benj Pasek und Justin Paul, gesungen von Keala Settle)[33]

Kids’ Choice Awards 2018
- Auszeichnung als Lieblingsschauspielerin (Zendaya)[34]

Oscarverleihung 2018
- Nominierung als Bester Song (This Is Me von Benj Pasek und Justin Paul)

## Synchronisation
Die deutsche Synchronisation entstand unter der Dialogregie von Oliver Rohrbeck im Auftrag der FFS Film- & Fernseh-Synchron GmbH in Berlin.
| Rolle                | Darsteller        | Synchronsprecher  |
| -------------------- | ----------------- | ----------------- |
| P. T. Barnum         | Hugh Jackman      | Thomas Nero Wolff |
| Phillip Carlyle      | Zac Efron         | Daniel Schlauch   |
| Charity Barnum       | Michelle Williams | Anna Grisebach    |
| Jenny Lind           | Rebecca Ferguson  | Luise Helm        |
| Anne Wheeler         | Zendaya           | Anne Helm         |
| Lettie Lutz          | Keala Settle      | Anke Reitzenstein |
| James Gordon Bennett | Paul Sparks       | Timmo Niesner     |
| Caroline Barnum      | Austyn Johnson    | Victoria Glück    |
| Helen Barnum         | Cameron Seely     | Lily Alma Bredack |
| Philo Barnum         | Will Swenson      | Peter Sura        |

## Fortsetzung
Im Februar 2019 gab Regisseur Michael Gracey bekannt, dass er gemeinsam mit Hugh Jackman an einer Fortsetzung arbeite.
Im Jahr 2023 verriet Jackman während der Pressetour für das Drama „The Son“, dass es eine Chance für Greatest Showman 2 gebe, es jedoch nach seinem Wissen weder einen Plan noch ein Skript für ein Sequel gebe.

## Musicals
Im September 2024 feierte das Musical Come Alive seine Uraufführung im Londoner Theater Empress Museum. Dieses Musical basiert auf der Filmmusik von Greatest Showman, erzählt aber eine neue Geschichte. Die Produktion bietet Artistik und Live-Performances aller Songs des Films. Die Liedtexte stammen von Benj Pasek und Justin Paul, das Buch von Jenny Bicks.
Außerdem wurde im März 2025 bekanntgegeben, dass das Bühnenmusical The Greatest Showman im Frühjahr 2026 im Hippodrome in Bristol seine Uraufführung haben soll. Die Musik enthält sowohl Songs aus dem Film als auch neue Kompositionen von Benj Pasek und Justin Paul. Das Buch stammt von Tim Federle.